# Tarachodes minor
Tarachodes minor är en bönsyrseart som beskrevs av Lucien Chopard 1921. Tarachodes minor ingår i släktet Tarachodes och familjen Tarachodidae. Inga underarter finns listade i Catalogue of Life.